# 1914 en Italie
Chronologie de l'Italie
- 1910
- 1911
- 1912
- 1913
- 1914
- 1915
- 1916
- 1917
- 1918

Cette page concerne l'année 1914 du calendrier grégorien.

## Événements
- 10 mars : démission du Président du Conseil Giovanni Giolitti  qui se heurte à l’opposition de la gauche et des conservateurs lorsqu’il demande une augmentation des impôts pour compenser l’effort de guerre en Libye[1]. Le pacte Gentiloni (alliance entre les partis de gouvernement et les catholiques en 1913) provoque une flambée d’anticléricalisme à gauche.

- 10-11 mars : accord signé à Berlin entre les états-majors allemand (Waldersee) et italien (Zuccari) ; l’Italie appuiera le Reich en envoyant sur le Rhin trois corps d’armée et deux divisions de cavalerie[2].

- 21 mars : le conservateur Antonio Salandra soutenu par la fraction nationaliste de la bourgeoisie forme le gouvernement[3].

- 26-29 avril : XIVe congrès du parti socialiste à Ancône[4]. Mussolini y obtient un succès considérable.

- 1er mai : des affrontements éclatent à Trieste entre irrédentistes slovènes et italiens. La police arrête 25 Italiens et 15 Slovènes. Deux Italiens sont gravement blessés, ce qui provoque des manifestations de soutien à la cause irrédentiste à Rome et à Naples[5].

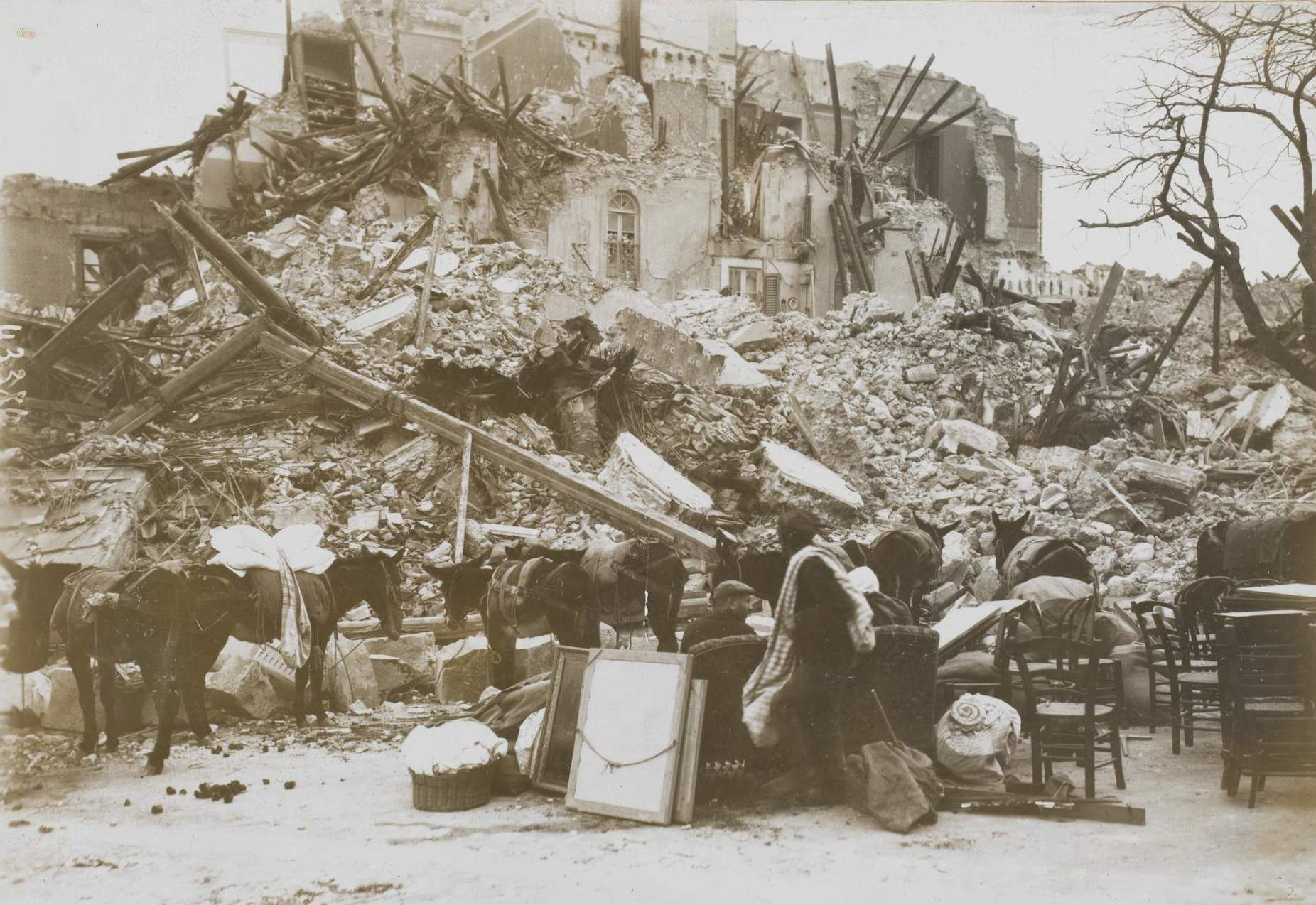
Tremblement de terre en Sicile.

- 8 mai : tremblement de terre dans la province de Catane en Sicile[6].

- Juin : de véritables jacqueries éclatent en Émilie et en Romagne, suivies de vol, de pillage et d’incendie des églises et des demeures de grands propriétaires. Agitation paysanne dans le Sud[7].
- 7-14 juin : « Semaine Rouge ». Affrontement entre anarcho-syndicalistes et forces de l’ordre à Ancône lors d’une manifestation contre les punitions infligées à deux militaires du contingent[8]. La Confédération générale du travail (Errico Malatesta, Pietro Nenni) lance un appel à la grève générale pour toute l’Italie[1]. Pendant cinq jours, les grandes villes sont le théâtre de grandes insurrections réprimées par l’armée. À Ancône et à Bologne, le drapeau rouge est hissé et la république proclamée.
- 9-10 juin : fondation à Rome du Comité olympique national italien[9].
- 3 août : à la suite de l’attentat de Sarajevo, l’Italie proclame sa neutralité, l’Autriche n’ayant pas respecté l’obligation de la consulter en cas de conflit[1].
  - Retour de nombreux émigrés à l’annonce de la guerre : 470 000 Italiens, dont 150 000 en provenance de la France, rentrent au pays entre juillet et août[10].

- 20 août : mort de Pie X. Le conclave se réunit le 31 août[11].
- 3 septembre : début du pontificat de Benoît XV (fin en 1922). Le Saint-Siège invite l’Italie à conserver sa neutralité[11].

- 5 octobre : publication de l’appel du Faisceaux d'action internationaliste[12].
- 16 octobre : mort du ministre des Affaires étrangères San Giuliano. Sidney Sonnino le remplace en novembre[13].

- 19-20 octobre : réunion de la direction du parti socialiste. Mussolini s’oppose à la formule de la neutralité absolue. Mis en minorité, il abandonne la direction de l'Avanti ![14].
- 30 octobre : la marine italienne occupe l’île stratégique de Saseno, qui contrôle la baie de Valona. Valona est prise le 26 décembre[15]. Début de l'occupation de l'Albanie par l'Italie (fin en 1919).

- 5 novembre : remaniement ministériel à la suite de la démission du ministre du Trésor Giulio Rubini opposé à la rupture de la Triplice[16].
- 15 novembre : Mussolini fonde un nouveau quotidien, Il Popolo d'Italia, et fait campagne pour la guerre. le 24 novembre, il est exclu du parti socialiste[14].

- 3 décembre : Salandra confirme la ligne neutraliste de l'Italie devant à la Chambre des députés tout en affirmant en même temps les « justes aspirations de l'Italie »[17].
- 11 décembre : création à Milan du Faisceau d'action révolutionnaire interventionniste avec Alceste De Ambris[18].

- Dans le sud, depuis 1864, une dizaine de millions de personnes ont émigré.

## Culture
- 10 février : Abisso, opéra d'Antonio Smareglia, créé à la Scala de Milan sous la direction de Tullio Serafin.
- 19 février : Francesca da Rimini, opéra de Riccardo Zandonai, créé à Turin.

## Naissances en 1914
- 7 août : Fernando Cerchio, réalisateur, scénariste et monteur, auteur d'une trentaine de films entre 1940 et 1972. († 19 août 1974)
- 16 décembre : Renzo Franzo, homme politique. († 3 mars 2018)

## Décès en 1914
- 21 juillet : Suso Cecchi D'Amico, scénariste, qui a participé notamment à l'écriture des scénarios des films Le Voleur de bicyclette de Vittorio De Sica et Le Guépard de Luchino Visconti[19]. († 31 juillet 2010)
- 7 août : Giorgio Sommer, 79 ans, photographe italien d'origine allemande. (° 2 septembre 1834)
- 8 août : Albano Lugli, 79 ans, peintre et céramiste. {° 13 novembre 1834)
- 14 août : Giuseppe Incorpora, 79 ans, photographe, pionnier de la photographie en Italie, nommé chevalier du royaume et  « photographe de la maison royale » par le roi Humbert Ier. (° 18 septembre 1834)
- 16 octobre : Antonino Paternò-Castello, 61 ans, homme politique, ministre des Affaires étrangères du royaume d'Italie de 1905 à 1906 et de 1910 à 1914. (° 10 décembre 1852)
- 28 octobre : Federico Peliti, 70 ans, entrepreneur, photographe et sculpteur. (° 29 juin 1844)
- 6 décembre : Eugenio Tano, 74 ans, peintre, connu pour ses portraits, ses paysages et ses scènes de genre. (° 4 juillet 1840)